# 劉友樵
劉 友樵（りゅう ようちゃお、LIU Youqiao）は中国科学院動物研究所の昆虫学者。研究分野は蛾。北京市の中関村中国科学院宿舎に在住。中国昆虫学会常務理事。日本の蛾の研究者である、黒子浩、保田淑郎、駒井古実、大和田守、金沢至、那須義次、有田豊、川辺あつしなどと親交がある。日本には数回訪問したことがある。次男劉景東と嫁葛嵐屏一家は今日本在住。韓国の裵良燮教授、朴教授や、ヨーロッパの蛾の分野の学者とも、長年共同研究をしたり、学術交流をしてきた。